# Panicum
Panicum
Pour les articles homonymes, voir Panic.
Genre
Classification phylogénétique
Panicum (les panics ou panis en français) est un genre de plantes monocotylédones de la famille des Poacées, sous-famille des Panicoideae. Ce genre regroupe environ 370 espèces des régions tempérées, tropicales ou subtropicales.
Ce sont des plantes herbacées ou ligneuses, annuelles ou vivaces, rhizomateuses, stolonifères ou cespiteuses, aux tiges dressées ou décombantes, pouvant atteindre de 20 à 400 cm de haut.
Certaines espèces sont cultivées comme céréales ou comme plantes fourragères. De nombreuses autres sont  des mauvaises herbes des cultures, notamment de maïs.
Le genre Panicum compte un certain nombre d'espèces adventices ainsi que des espèces qui sont cultivées comme plantes fourragères, céréalières ou ornementales.

Le panic érigé (Panicum virgatum), adventice courante aux États-Unis, parfois utilisée comme fourrage ou en couverture de sols fragiles à protéger contre l'érosion, pourrait constituer, selon une étude publiée en 2008, une source intéressante d'agrocarburants, grâce à un bilan écologique et énergétique bien meilleur que celui du maïs, selon Hen Vogel et ses associés (il produit 540 % d'énergie par rapport à l'énergie fournie pour le produire).

Le panic d'automne (Panicum dichotomiflorum (en)) fait partie de la végétation adventice des sols légers neutres à acides (Panico-Setarion).

## Liste des espèces
Selon Catalogue of Life (9 septembre 2016) :
- Panicum abscissum Swallen
- Panicum aciculare Desv.
- Panicum acicularifolium Renvoize & Zuloaga
- Panicum acrotrichum Hook.f.
- Panicum acuminatum Sw.
- Panicum adenophorum K.Schum.
- Panicum adenorhachis Zuloaga & Morrone
- Panicum aequinerve Nees
- Panicum aequivaginatum Swallen
- Panicum afzelii Sw.
- Panicum alatum Zuloaga & Morrone
- Panicum aldabrense Renvoize
- Panicum altum Hitchc. & Chase
- Panicum amarum Elliott
- Panicum ambongense A.Camus
- Panicum ambositrense A.Camus
- Panicum amoenum Balansa
- Panicum anabaptistum Steud.
- Panicum anceps Michx.
- Panicum andreanum Mez
- Panicum andringitrense A.Camus
- Panicum animarum Renvoize
- Panicum ankarense A.Camus
- Panicum antidotale Retz.
- Panicum aquarum Zuloaga & Morrone
- Panicum aquaticum Poir.
- Panicum arbusculum Mez
- Panicum arctum Swallen
- Panicum arcurameum Stapf
- Panicum arundinariae E.Fourn.
- Panicum assumptionis Stapf
- Panicum assurgens Renvoize
- Panicum atrosanguineum Hochst. ex A.Rich.
- Panicum auricomum Nees ex Trin.
- Panicum auritum J.Presl ex Nees
- Panicum aztecanum Zuloaga & Morrone
- Panicum bahiense Renvoize
- Panicum bambusiculme Friis & Vollesen
- Panicum bambusiusculum Stapf
- Panicum bartlettii Swallen
- Panicum bartowense Scribn. & Merr.
- Panicum bathiei A.Camus
- Panicum bechuanense Bremek. & Oberm.
- Panicum beecheyi Hook. & Arn.
- Panicum bergii Arechav.
- Panicum beyeri Hitchc. & Ekman
- Panicum bicuspidatum A.Camus
- Panicum biglandulare Scribn. & J.G.Sm.
- Panicum bisulcatum Thunb.
- Panicum boivinianum (Steud.) T.Durand & Schinz
- Panicum boivinii Mez
- Panicum bombycinum B.K.Simon
- Panicum boreale Nash
- Panicum boscii Poir.
- Panicum brachyanthum Steud.
- Panicum brachystachyum Trin.
- Panicum brazzavillense Franch.
- Panicum bresolinii L.B.Sm. & Wassh.
- Panicum brevifolium L.
- Panicum bulbosum Kunth
- Panicum bullockii Renvoize
- Panicum buncei F.Muell. ex Benth.
- Panicum caaguazuense Henrard
- Panicum cabrerae Zuloaga & Morrone
- Panicum calcicola A.Camus
- Panicum callosum Hochst. ex A.Rich.
- Panicum calocarpum Berhaut
- Panicum calvum Stapf
- Panicum campestre Nees ex Trin.
- Panicum caparaoense Zuloaga & Morrone
- Panicum capillare L.
- Panicum capillarioides Vasey
- Panicum capuronii A.Camus
- Panicum caricoides Nees ex Trin.
- Panicum carneovaginatum Renvoize
- Panicum caudiglume Hack.
- Panicum cayennense Lam.
- Panicum cayoense Swallen
- Panicum cervicatum Chase
- Panicum chambeshii Renvoize
- Panicum chapadense Swallen
- Panicum chaseae Roseng., B.R.Arrill. & Izag.
- Panicum chillagoanum B.K.Simon
- Panicum chionachne Mez
- Panicum chloroleucum Griseb.
- Panicum chnoodes Trin.
- Panicum cinctum Hack.
- Panicum cipoense Renvoize & Send.
- Panicum clandestinum L.
- Panicum claytonii Renvoize
- Panicum coloratum L.
- Panicum combsii Scribn. & C.R.Ball
- Panicum commutatum Schult.
- Panicum comorense Mez
- Panicum complanatum Guglieri, Longhi-Wagner & Zuloaga
- Panicum condensatum Bertol.
- Panicum congestum Renvoize
- Panicum congoense Franch.
- Panicum crateriferum Sohns
- Panicum cristatellum Keng
- Panicum cucaense Zuloaga & Morrone
- Panicum cumbucanum Renvoize
- Panicum cupressifolium A.Camus
- Panicum curviflorum Hornem.
- Panicum cyanescens Nees ex Trin.
- Panicum cynodon Reichardt
- Panicum danguyi A.Camus
- Panicum davidsei Zuloaga & Morrone
- Panicum decaryanum A.Camus
- Panicum deciduum Swallen
- Panicum decolorans Kunth
- Panicum decompositum R.Br.
- Panicum delicatulum Fig. & De Not.
- Panicum depauperatum Muhl.
- Panicum deustum Thunb.
- Panicum dewinteri J.G.Anderson
- Panicum dichotomiflorum Michx.
- Panicum dichotomum L.
- Panicum diffusum Sw.
- Panicum dinklagei Mez
- Panicum dolichoadenotrichum A.Camus
- Panicum dorsense S.M.Phillips
- Panicum dregeanum Nees
- Panicum durifolium Renvoize & Zuloaga
- Panicum ecklonii Nees
- Panicum effusum R.Br.
- Panicum eickii Mez
- Panicum elegantissimum Hook.f.
- Panicum elephantipes Nees ex Trin.
- Panicum eligulatum N.E.Br.
- Panicum ensifolium Baldwin ex Elliott
- Panicum ephemeroides Zuloaga & Morrone
- Panicum ephemerum Renvoize
- Panicum erectifolium Nash
- Panicum euprepes Renvoize
- Panicum exiguum Mez
- Panicum fasciculiforme Mez
- Panicum fauriei Hitchc.
- Panicum filifolium Clayton
- Panicum fischeri Bor
- Panicum flacciflorum Stapf
- Panicum flacourtii A.Camus
- Panicum flexile (Gatt.) Scribn.
- Panicum flexuosum Retz.
- Panicum fluviicola Steud.
- Panicum fontanale Swallen
- Panicum fonticola Swallen
- Panicum furvum Swallen
- Panicum fuscinode Steud.
- Panicum gardneri Thwaites
- Panicum genuflexum Stapf
- Panicum ghiesbreghtii E.Fourn.
- Panicum gilvum Launert
- Panicum glabripes Döll
- Panicum glanduliferum K.Schum.
- Panicum glandulopaniculatum Renvoize
- Panicum glaucocladum C.E.Hubb.
- Panicum glaziovii Hack.
- Panicum gouinii E.Fourn.
- Panicum gracilicaule Rendle
- Panicum graciliflorum Rendle
- Panicum grande Hitchc. & Chase
- Panicum graniflorum Stapf
- Panicum granuliferum Kunth
- Panicum griffonii Franch.
- Panicum guatemalense Swallen
- Panicum gymnocarpon Elliott
- Panicum habrothrix Renvoize
- Panicum haenkeanum J.Presl
- Panicum hallii Vasey
- Panicum hanningtonii Stapf
- Panicum haplocaulos Pilg.
- Panicum harleyi Salariato, Morrone & Zuloaga
- Panicum havardii Vasey
- Panicum hayatae A.Camus
- Panicum hebotes Trin.
- Panicum heliophilum Chase ex Zuloaga & Morrone
- Panicum hemitomon Schult.
- Panicum hillebrandianum C.L.Hitchc.
- Panicum hillmanii Chase
- Panicum hippothrix K.Schum. ex Engl.
- Panicum hirstii Swallen
- Panicum hirsutum Sw.
- Panicum hirticaule J.Presl
- Panicum hirtum Lam.
- Panicum hispidifolium Swallen
- Panicum hochstetteri Steud.
- Panicum homblei Robyns
- Panicum humbertii A.Camus
- Panicum humidorum Buch.-Ham. ex Hook.f.
- Panicum humile Steud.
- Panicum hygrocharis Steud.
- Panicum hylaeicum Mez
- Panicum hymeniochilum Nees
- Panicum ibitense A.Camus
- Panicum ichunense Swallen
- Panicum ikopense A.Camus
- Panicum impeditum Launert
- Panicum inaequilatum Stapf & C.E.Hubb.
- Panicum incisum Munro ex C.B.Clarke
- Panicum incomtum Trin.
- Panicum incumbens Swallen
- Panicum infestum Andersson
- Panicum irregulare Swallen
- Panicum isachnoides Hildebr.
- Panicum issongense Pilg.
- Panicum itatiaiae Swallen
- Panicum jauanum Davidse
- Panicum johnii S.M.Almeida
- Panicum kalaharense Mez
- Panicum kasumense Renvoize
- Panicum khasianum Munro ex Hook.f.
- Panicum konaense Whitney & Hosaka
- Panicum koolauense H.St.John & Hosaka
- Panicum lachnophyllum Benth.
- Panicum lacustre Hitchc. & Ekman
- Panicum laetum Kunth
- Panicum laevinode Lindl.
- Panicum lagostachyum Renvoize & Zuloaga
- Panicum lanipes Mez
- Panicum larcomianum Hughes
- Panicum laticomum Nees
- Panicum latifolium L.
- Panicum latissimum J.C.Mikan ex Trin.
- Panicum latzii R.D.Webster
- Panicum laxiflorum Lam.
- Panicum leibergii (Vasey) Scribn.
- Panicum lepidulum Hitchc. & Chase
- Panicum leprosulum Mez
- Panicum leptachne Döll
- Panicum leptolomoides A.Camus
- Panicum leucothrix Nash
- Panicum ligulare Nees ex Trin.
- Panicum lineale H.St.John
- Panicum linearifolium Scribn.
- Panicum linoides Steud.
- Panicum longifolium Torr.
- Panicum longiloreum M.M.Rahman
- Panicum longipedicellatum Swallen
- Panicum longissimum (Mez) Henrard
- Panicum longivaginatum H.St.John
- Panicum longum Hitchc. & Chase
- Panicum loreum Trin.
- Panicum lukwangulense Pilg.
- Panicum luridum Hack.
- Panicum lutzii Swallen
- Panicum luzonense J.Presl
- Panicum lycopodioides Bory ex Nees
- Panicum machrisianum Swallen
- Panicum macrospermum (Gould) Espejo & López-Ferr.
- Panicum madipirense Mez
- Panicum magnispicula Zuloaga, Morrone & Valls
- Panicum mahafalense A.Camus
- Panicum malacophyllum Nash
- Panicum malacotrichum Steud.
- Panicum mananarense A.Camus
- Panicum mandrarense A.Camus
- Panicum manongarivense A.Camus
- Panicum mapalense Pilg.
- Panicum marauense Renvoize & Zuloaga
- Panicum margaritiferum (Chiov.) Robyns
- Panicum mariae Steud.
- Panicum massaiense Stapf
- Panicum maximum Jacq.
- Panicum merkeri Mez
- Panicum mertensii Roth
- Panicum micranthum Kunth
- Panicum miliaceum L.
- Panicum millegrana Poir.
- Panicum mindanaense Merr.
- Panicum mitchellii Benth.
- Panicum mitopus K.Schum.
- Panicum mlahiense Renvoize
- Panicum mohavense Reeder
- Panicum molinioides Trin.
- Panicum monticola Hook.f.
- Panicum morombense A.Camus
- Panicum mucronulatum Mez
- Panicum mueense Vanderyst
- Panicum muscicola A.Camus
- Panicum mystasipum Zuloaga & Morrone
- Panicum natalense Hochst.
- Panicum neobathiei A.Camus
- Panicum neohumbertii A.Camus
- Panicum neoperrieri A.Camus
- Panicum nephelophilum Gaudich.
- Panicum nervatum (Franch.) Stapf
- Panicum nervosum Lam.
- Panicum nigerense Hitchc.
- Panicum nigromarginatum Robyns
- Panicum niihauense H.St.John
- Panicum nodatum Hitchc. & Chase
- Panicum notatum Retz.
- Panicum noterophilum Renvoize
- Panicum novemnerve Stapf
- Panicum nudicaule Vasey
- Panicum nudiflorum Renvoize
- Panicum nutabundum Zuloaga & Morrone
- Panicum nymphoides Renvoize
- Panicum obseptum Trin.
- Panicum oligoadenotrichum A.Camus
- Panicum oligosanthes Schult.
- Panicum olyroides Kunth
- Panicum omega Renvoize
- Panicum orinocanum Luces
- Panicum ovale Elliott
- Panicum paianum Naik & Patunkar
- Panicum palackyanum A.Camus
- Panicum palauense Ohwi
- Panicum paludosum Roxb.
- Panicum pampinosum Hitchc. & Chase
- Panicum pandum Swallen
- Panicum pansum Rendle
- Panicum parapaurochaetium A.Camus
- Panicum parcum Hitchc. & Chase
- Panicum parvifolium Lam.
- Panicum parviglume Hack.
- Panicum paucinode Stapf
- Panicum pearsonii F.Bolus
- Panicum pectinellum Stapf
- Panicum pedersenii Zuloaga
- Panicum pedicellatum Vasey
- Panicum peladoense Henrard
- Panicum pellitum Trin.
- Panicum perangustatum Renvoize
- Panicum peristypum Zuloaga & Morrone
- Panicum perrieri A.Camus
- Panicum peteri Pilg.
- Panicum petersonii Hitchc. & Ekman
- Panicum petilum Swallen
- Panicum petrense Swallen
- Panicum petropolitanum Zuloaga & Morrone
- Panicum philadelphicum Bernh. ex Trin.
- Panicum phippsii Renvoize
- Panicum phoiniclados Naik & Patunkar
- Panicum phragmitoides Stapf
- Panicum piauiense Swallen
- Panicum pilgeri Mez
- Panicum pilgerianum (Schweick.) Clayton
- Panicum pilosum Sw.
- Panicum pinifolium Chiov.
- Panicum piptopilum Steud.
- Panicum pleianthum Peter
- Panicum plenum Hitchc. & Chase
- Panicum poioides Stapf
- Panicum pole-evansii C.E.Hubb.
- Panicum poliophyllum Renvoize & Zuloaga
- Panicum polyanthes Schult.
- Panicum polycomum Trin.
- Panicum polygonatum Schrad.
- Panicum porphyrrhizos Steud.
- Panicum portoricense Desv. ex Ham.
- Panicum praealtum Afzel. ex Sw.
- Panicum prionitis Nees
- Panicum pseudisachne Mez
- Panicum pseudoracemosum Renvoize
- Panicum pseudowoeltzkowii A.Camus
- Panicum pulchellum Raddi
- Panicum pusillum Hook.f.
- Panicum pycnoclados Tutin
- Panicum pygmaeum R.Br.
- Panicum pyrularium Hitchc. & Chase
- Panicum quadriglume (Döll) Hitchc.
- Panicum queenslandicum Domin
- Panicum racemosum (P.Beauv.) Spreng.
- Panicum ramosius Hitchc.
- Panicum ravenelii Scribn. & Merr.
- Panicum repens L.
- Panicum restingae Renvoize & Zuloaga
- Panicum rigidulum Bosc ex Nees
- Panicum rigidum Balf.f.
- Panicum rivale Swallen
- Panicum robynsii A.Camus
- Panicum rude Nees
- Panicum rudgei Roem. & Schult.
- Panicum rupestre Trin.
- Panicum ruspolii Chiov.
- Panicum sabulorum Lam.
- Panicum sacciolepoides Renvoize & Zuloaga
- Panicum sadinii (Vanderyst) Renvoize
- Panicum sancta-luciense Fish
- Panicum sarmentosum Roxb.
- Panicum scabridum Döll
- Panicum scabriusculum Elliott
- Panicum schinzii Hack.
- Panicum schwackeanum Mez
- Panicum sciurotis Trin.
- Panicum sciurotoides Zuloaga & Morrone
- Panicum scoparium Lam.
- Panicum sellowii Nees
- Panicum seminudum Domin
- Panicum sendulskyae Zuloaga & Morrone
- Panicum shinyangense Renvoize
- Panicum silvestre Fish
- Panicum simile Domin
- Panicum simulans Smook
- Panicum sipapoense Swallen
- Panicum smithii M.M.Rahman
- Panicum socotranum Cope
- Panicum soderstromii Zuloaga & Send.
- Panicum sparsicomum Nees ex Steud.
- Panicum spergulifolium A.Camus
- Panicum sphaerocarpon Elliott
- Panicum spongiosum Stapf
- Panicum stagnatile Hitchc. & Chase
- Panicum stapfianum Fourc.
- Panicum stenodes Griseb.
- Panicum stevensianum Hitchc. & Chase
- Panicum steyermarkii Swallen
- Panicum stigmosum Trin.
- Panicum stipiflorum Renvoize
- Panicum stoloniferum Poir.
- Panicum stramineum Hitchc. & Chase
- Panicum strictissimum Afzel. ex Sw.
- Panicum strigosum Muhl. ex Elliott
- Panicum subalbidum Kunth
- Panicum subflabellatum Stapf
- Panicum subhystrix A.Camus
- Panicum sublaetum Stapf
- Panicum sublaeve Swallen
- Panicum subtilissimum Renvoize
- Panicum subtiramulosum Renvoize & Zuloaga
- Panicum subulatum Spreng.
- Panicum superatum Hack.
- Panicum surrectum Zuloaga & Morrone
- Panicum tamaulipense F.R.Waller & Morden
- Panicum telmatum Swallen
- Panicum tenellum Lam.
- Panicum tenerum Beyr. ex Trin.
- Panicum tenuifolium Hook. & Arn.
- Panicum tepuianum Davidse & Zuloaga
- Panicum teretifolium Hack.
- Panicum tijucae Renvoize
- Panicum torridum Gaudich.
- Panicum trachyrhachis Benth.
- Panicum trichanthum Nees
- Panicum trichidiachne Döll
- Panicum trichocladum K.Schum.
- Panicum trichoides Sw.
- Panicum tricholaenoides Steud.
- Panicum trichonode Launert & Renvoize
- Panicum trinii Kunth
- Panicum tsaratananense A.Camus
- Panicum tuerckheimii Hack.
- Panicum turgidum Forssk. - Mil du Sahara
- Panicum umbonulatum Swallen
- Panicum urvilleanum Kunth
- Panicum vaginiviscosum Renvoize & Zuloaga
- Panicum validum Mez
- Panicum vaseyanum Scribn. ex Beal
- Panicum vatovae Chiov.
- Panicum venezuelae Hack.
- Panicum verrucosum Muhl.
- Panicum virgatum L.
- Panicum viscidellum Scribn.
- Panicum voeltzkowii Mez
- Panicum vohitrense A.Camus
- Panicum vollesenii Renvoize
- Panicum volutans J.G.Anderson
- Panicum wettsteinii Hack.
- Panicum wiehei Renvoize
- Panicum wilcoxianum Vasey
- Panicum xanthophysum A.Gray
- Panicum xerophilum (Hildebr.) Hitchc.
- Panicum yavitaense Swallen
- Panicum zambesiense Renvoize

## Autres graminées portant le nom de «panic»
Plusieurs espèces appartenant aux genres voisins Echinochloa et Setaria de la famille des Poacées portent le nom vernaculaire de « panic » ou panis, notamment :
- Echinochloa crus-galli (L.) P.Beauv., le panic pied-de-coq
- Echinochloa muricata (P.Beauv.) Fernald, le panic épineux
- Echinochloa phyllopogon (Stapf) Koso-Pol., le panic phyllopogon
- Setaria italica (L.) P.Beauv., le panic d'Italie
- Setaria verticillata (L.) P.Beauv., le panis verticillé
- Setaria viridis (L.) P.Beauv., le panic vert

## Calendrier
Dans le calendrier républicain français, le 11e jour du mois de Thermidor est dénommé jour du Panic.